# FC Amsterdam in het seizoen 1979/80
Het seizoen 1979/1980 was het 10e jaar in het bestaan van de Amsterdamse betaaldvoetbalclub FC Amsterdam. De club kwam uit in de Eerste divisie en eindigde daarin op de negende plaats. Tevens deed de club mee aan het toernooi om de KNVB Beker, hierin werd in de derde ronde verloren van PSV (0–3).

## Wedstrijdstatistieken

### Eerste divisie
|       | SC Amersfoort | FC Den Bosch '67 | SC Cambuur | DS '79 | Eindhoven | Fortuna Sittard | De Graafschap | FC Groningen | sc Heerenveen | Helmond Sport | SC Heracles '74 | SVV   | Telstar | SC Veendam | FC Vlaardingen '74 | FC Volendam | FC Wageningen | Willem II |
| ----- | ------------- | ---------------- | ---------- | ------ | --------- | --------------- | ------------- | ------------ | ------------- | ------------- | --------------- | ----- | ------- | ---------- | ------------------ | ----------- | ------------- | --------- |
| Thuis | 6 – 2         | 2 – 3            | 2 – 0      | 1 – 3  | 2 – 0     | 0 – 0           | 3 – 0         | 1 – 2        | 2 – 2         | 4 – 2         | 3 – 1           | 0 – 0 | 0 – 0   | 1 – 0      | 5 – 1              | 1 – 0       | 7 – 4         | 1 – 3     |
| Uit   | 1 – 1         | 0 – 1            | 2 – 1      | 2 – 0  | 1 – 1     | 1 – 1           | 3 – 0         | 4 – 0        | 0 – 0         | 2 – 1         | 5 – 3           | 1 – 1 | 1 – 4   | 1 – 1      | 3 – 1              | 3 – 1       | 2 – 3         | 0 – 3     |

### KNVB Beker
| 1e ronde                                             | FC Amsterdam                                           | 3 – 0 (2 – 0) | Geldrop                           |
| 1 september 1979 Plaats: Amsterdam Olympisch Stadion | Co Stout 16', 31', 86'                                 |               |                                   |
| 2e ronde                                             | NAC                                                    | 1 – 2 (1 – 1) | FC Amsterdam                      |
| 13 oktober 1979 Plaats: Breda Olympisch Stadion      | Bertus Quaars 43'                                      |               | 25' Hans Bouwmeester 85' Co Stout |
| 3e ronde                                             | PSV                                                    | 3 – 0 (2 – 0) | FC Amsterdam                      |
| 13 februari 1980 Plaats: Amsterdam Olympisch Stadion | Harry Lubse 18' Tommy Christensen 41' Erwin Koeman 80' |               |                                   |

## Statistieken FC Amsterdam 1979/1980

### Eindstand FC Amsterdam in de Nederlandse Eerste divisie 1979 / 1980
| Stand | Gespeeld | Gewonnen | Gelijk | Verloren | Punten | Doelpunten voor | Doelpunten tegen |
| ----- | -------- | -------- | ------ | -------- | ------ | --------------- | ---------------- |
| 9e    | 36       | 14       | 10     | 12       | 38     | 64              | 55               |

### Topscorers
| #                 | Naam               | Goal |
| ----------------- | ------------------ | ---- |
| 1.                | Martin Wiggemansen | 12   |
| 2.                | Co Stout           | 9    |
| 3.                | Hans Bouwmeester   | 8    |
| 3.                | Wim Jansen         | 8    |
| 3.                | Jan Wegman         | 8    |
| 6.                | Ton Kamphues       | 7    |
| 7.                | Fred Bischot       | 3    |
| 7.                | Rob Gillissen      | 3    |
| 9.                | Marcel Hartman Kok | 2    |
| 10.               | Hans Bastiani      | 1    |
| 10.               | Piet van Blanken   | 1    |
| 10.               | Ronald Donker      | 1    |
| Onbekend doelpunt |                    |      |
| –                 | Onbekend           | 1    |
| Totaal            | Totaal             | 64   |

| #      | Naam             | Goal |
| ------ | ---------------- | ---- |
| 1.     | Co Stout         | 4    |
| 2.     | Hans Bouwmeester | 1    |
| Totaal | Totaal           | 5    |

## Voetnoten
SC Amersfoort ·
FC Amsterdam ·
FC Den Bosch '67 ·
SC Cambuur ·
DS '79 ·
Eindhoven ·
Fortuna Sittard ·
De Graafschap ·
FC Groningen ·
sc Heerenveen ·
Helmond Sport ·
Heracles '74 ·
SVV ·
Telstar ·
SC Veendam ·
FC Vlaardingen '74 ·
FC Volendam ·
FC VVV ·
FC Wageningen